# 1455

## Esdeveniments
Països Catalans
Resta del món
- 8 d'abril - la Ciutat del Vaticà (Roma): el conclave elegeix papa el cardenal Alfons de Borja, que regnarà amb el nom de Calixt III.
- 22 de novembre - Lieja (principat de Lieja): el príncep-bisbe Joan VIII de Heinsberg va abdicar sota la pressió de Felip el Bo.
- Inici de la Guerra de les Dues Roses.
- Lais de François Villon.

## Naixements
Països Catalans
- València: Alfons d'Aragó (bisbe), bisbe i president de la Generalitat de Catalunya.

Resta del món
Fra Angelico.

## Necrològiques
Països Catalans
Resta del món
- 1 de desembre: Florència: Lorenzo Ghiberti, escultor, orfebre, arquitecte i escriptor d'art italià del Quattrocento.[1]